# 손기현
손기현(1981년 3월 3일 ~ )은 전 LG 트윈스의 투수이다. 당시 등번호는 46번이다.

## 출신학교
- 도산초등학교
- 구미중학교
- 경주고등학교
- 건국대학교